# Cabannes (cràter)
Cabannes és un cràter d'impacte que es troba a l'hemisferi sud de la Lluna, en la seva cara oculta. La seva vora ha estat erosionada per impactes posteriors, i fins i tot un cràter menor se li superposa a la seva zona sud. No obstant això, la formació no ha estat deformada de manera significativa.

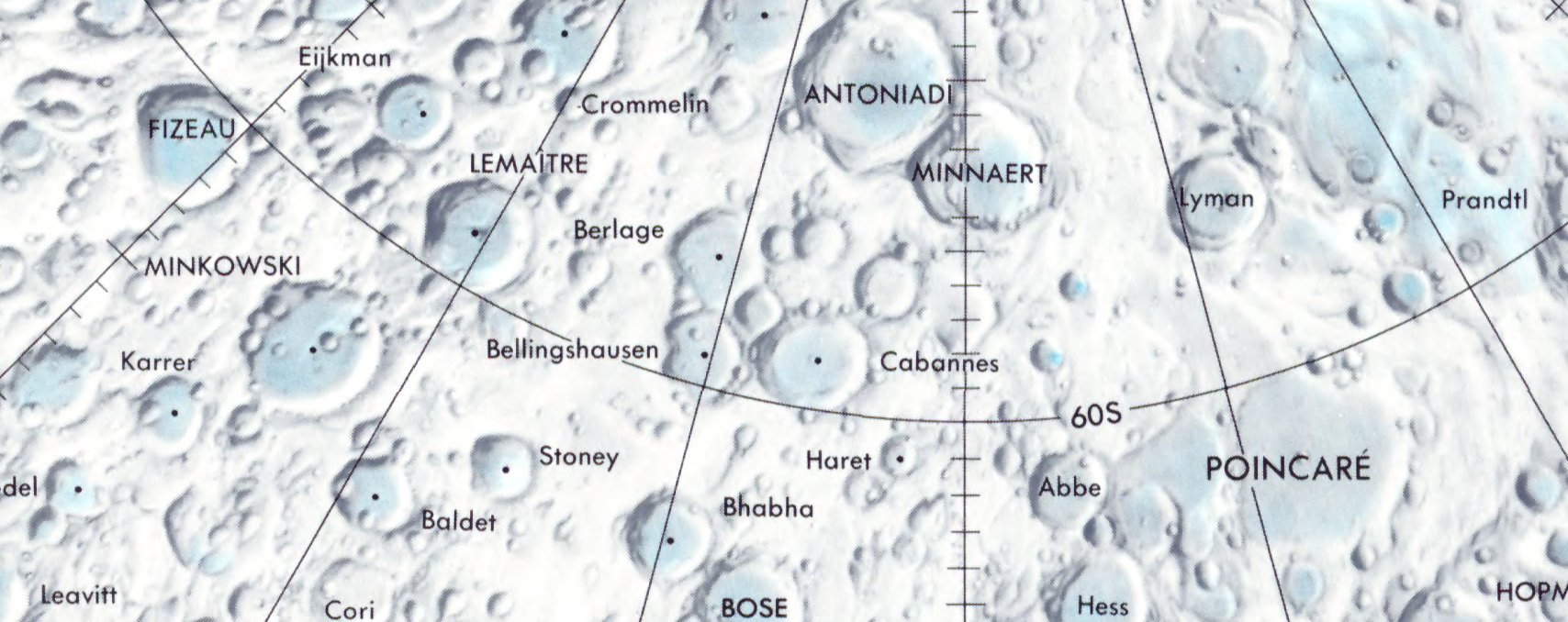
Localització de Cabannes (centre de la imatge)
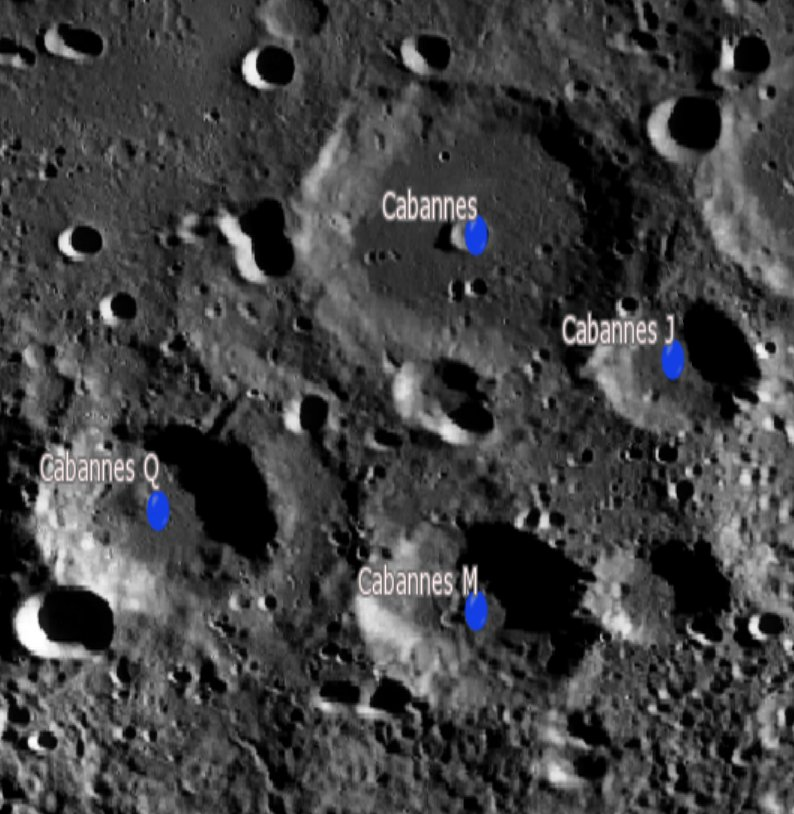
Cràters satèl·lit
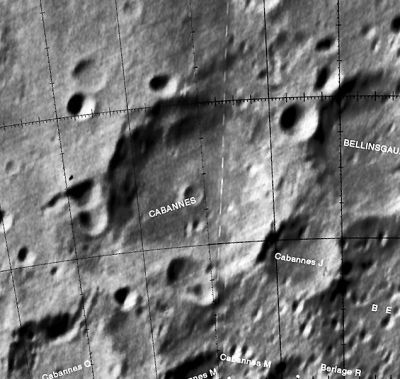
Rodalies de Cabannes

El cràter satèl·lit Cabannes J està unit a la seva vora sud, i està entre Cabannes i el molt gastat cràter Berlage. A l'est es troba el cràter Bellinsgauzen, i al sud hi ha el gran cràter Antoniadi.

## Cràters satèl·lit
Per convenció aquests elements són identificats en els mapes lunars posant la lletra en el costat del punt central del cràter que està més proper a Cabannes.
| Cabannes | Coordenades                            | Diàmetre |
| -------- | -------------------------------------- | -------- |
| J        | 62° 12′ S, 167° 12′ O / 62.2°S,167.2°O | 34 km    |
| M        | 64° 12′ S, 170° 12′ O / 64.2°S,170.2°O | 48 km    |
| Q        | 63° 18′ S, 174° 30′ O / 63.3°S,174.5°O | 49 km    |